# That Girl (album)
That Girl – drugi album studyjny polskiej piosenkarki Natalii Lesz, wydany przez EMI Music Poland 18 października 2011.
Album zadebiutował na 44. pozycji oficjalnej listy sprzedaży płyt w Polsce OLiS. Nagrania uzyskały status złotej płyty.

## Lista utworów
1. „Intro”
2. „That Girl”
3. „Intro This Time”
4. „This Time”
5. „Schizophrenic”
6. „It's Ok”
7. „Beat of My Heart”
8. „Imitation”
9. „Intro Hate Me”
10. „Hate Me I'm Free”
11. „Sorry D”
12. „7000 Miles”
13. „Intro Rollin'”
14. „Rollin'”
15. „Intro In Love”
16. „In Love With You”
17. „Do stracenia już nic”
18. „Coś za coś” (utwór dodatkowy)

### DVD
Teledyski
1. „That Girl”
2. „RadioActive”
3. „Coś za coś”

Making of’s
1. „That Girl”
2. Sesja zdjęciowa NYC